# Pyotr Romashkin
Pyotr Romashkin (Пётр Ромашкин), (ur. 5 lipca 1989) – uzbecki pływak, uczestnik igrzysk olimpijskich.

## Występy na igrzyskach olimpijskich
Pyotr Romashkin do tej pory wystartował tylko na igrzyskach olimpijskich w Pekinie na dystansie 100 m stylem dowolnym. W wyścigu eliminacyjnym uzyskał czas 51,83 s, co dało mu 6. miejsce. Nie awansował do dalszej rywalizacji. Łącznie został sklasyfikowany na 55 miejscu.